# Paraeclipta
Paraeclipta is een kevergeslacht uit de familie van de boktorren (Cerambycidae). De wetenschappelijke naam van het geslacht werd voor het eerst geldig gepubliceerd in 2011 door Clarke.

## Soorten
Paraeclipta omvat de volgende soorten:
- Paraeclipta bicoloripes (Zajciw, 1965)
- Paraeclipta cabrujai Clarke, 2011
- Paraeclipta clementecruzi Clarke, 2011
- Paraeclipta croceicornis (Gounelle, 1911)
- Paraeclipta flavipes (Melzer, 1922)
- Paraeclipta jejuna (Gounelle, 1911)
- Paraeclipta kawensis (Peñaherrera & Tavakilian, 2004)
- Paraeclipta longipennis (Fisher, 1947)
- Paraeclipta melgarae Clarke, 2011
- Paraeclipta moscosoi Clarke, 2011
- Paraeclipta rectipennis (Zajciw, 1965)
- Paraeclipta soumourouensis (Tavakilian & Peñaherrera, 2003)
- Paraeclipta tenuis (Burmeister, 1865)
- Paraeclipta tomhacketti Clarke, 2011
- Paraeclipta unicoloripes (Zajciw, 1965)